# Садовнический проезд
Садо́внический проезд — проезд в районе Замоскворечье Центрального административного округа города Москвы. Был проложен в 1964 году. Проходит от Раушской набережной, Космодамианской набережной и Большого Устьинского моста на севере до Климентовского переулка на юге, где переходит в Новокузнецкую улицу.
Пересекает Садовническую улицу, Садовническую набережную, Овчинниковскую набережную, Большую Татарскую улицу и Кузбасскую площадь.

## Происхождение названия
Назван по своему расположению в Садовой слободе (слободе Садовники). Был также частью Устьинского проезда и носил название Толкучий проезд. Историческое название возвращено в 1990 году. В 1922—1936 годах носил название Толкучий проезд по находившемуся в этой местности Толкучему рынку.

## Здания и сооружения

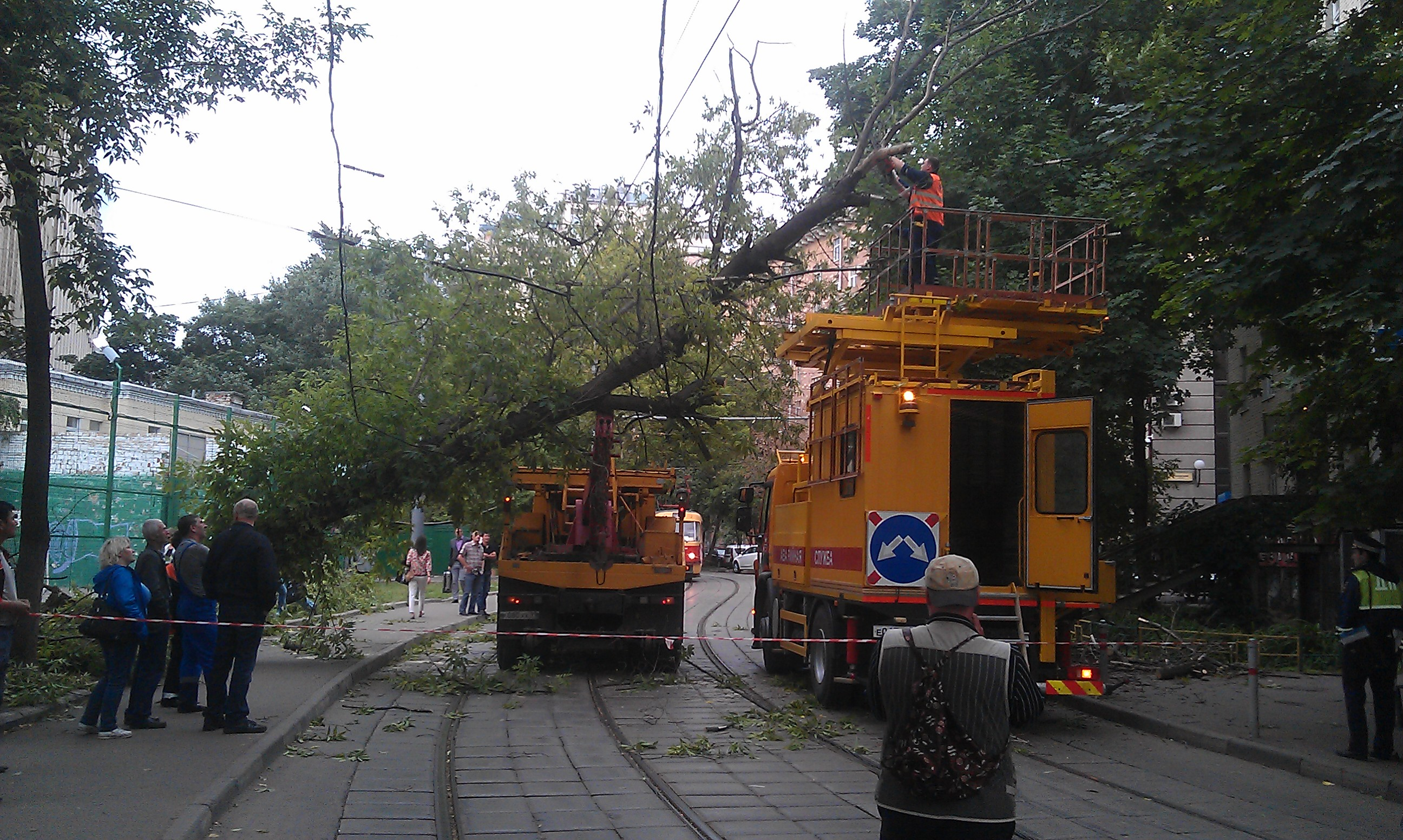
Рабочие убирают упавшее на проезжую часть дерево. 2014

Проезд пересекает Водоотводный канал по Комиссариатскому мосту.
Единственный дом, в настоящее время имеющий адрес по Садовническому проезду — 6.
На проезд выходило здание центрального офиса ОАО «Мастер-Банк». Значительную часть проезда занимает здание Министерства экономического развития РФ.

У надземного вестибюля станции метро разбиты два сквера.

## Транспорт
- На переулок выходит вестибюль станции метро «Новокузнецкая».
- По проезду проложена трамвайная линия, используемая маршрутами А, 3, 39. Линия была открыта 20 октября 1963 года взамен закрытой линии по соседней Пятницкой улице.[4]